# Zlata trsna rumenica
Zlata trsna rumenica je bolezen vinske trte, ki se kaže predvsem po sušečih se in porumenelih listih. Povzroča jo fitoplazma, ki jo med okuženimi rastlinami prenaša ameriški škržatek. Okužene rastline pričnejo hirati in predvsem mlajše sadike ter občutljivejše sorte odmrejo v nekaj letih. Za to bolezen še ne poznamo zdravila, glavni metodi preprečevanja sta zato odstranjevanje simptomatičnih sadik in zatiranje povzročitelja.

## Povzročitelj
Povzročitelj še ni popolnoma znanstveno identificiran, saj ga s klasičnimi mikrobiološkimi metodami ni možno preučevati, zato je zaenkrat opredeljen predvsem na osnovi njegove povezave z vinsko trto in ima začasno ime Candidatus Phytoplasma vitis. Sodi med fitoplazme, bakterije brez celične stene, natančneje v skupino trsnih rumenic, kamor uvrščamo med drugim tudi navadno rumenico oz. rumenico počrnelosti lesa (Bois Noir). V rastlini kolonizira floem.
Njegov glavni gostitelj so udomačene in divje vinske trte iz rodu Vitis. Obstajajo tudi podatki o uspevanju na navadnem srobotu in jelšah, vendar ni gotovo, da gre v tem primeru za isto vrsto povzročitelja.